# POPDC2
POPDC2‏ (Popeye domain containing 2) هوَ بروتين يُشَفر بواسطة جين POPDC2 في الإنسان.